# Panońska Liga
Panońska Liga – była południowo-wschodnioeuropejskie rozgrywki ligowe w hokeju na lodzie skupiające zespoły z Chorwacji oraz Serbii. W przeszłości w lidze występowały również zespoły z Węgier oraz Rumunii.

## Historia
Transgraniczna liga została założona w 2002 roku i obejmowała pierwotnie zespoły z Chorwacji, Węgier oraz Rumunii. Nazwę ligi przejęto od antycznej nazwy Panonia - regionu obejmującego obszar dzisiejszych Węgier, wschodniej Austrii oraz Słowenii.
W 2002 roku do rozgrywek przyjęto serbsko-czarnogórski klub HK Vojvodina Nowy Sad. Rok później działalność ligi została wstrzymana po tym, jak opuściły ją zespoły z Węgier oraz Rumunii. 
W 2007 roku reaktywowano rozgrywki złożone już wyłącznie z drużyn chorwackich i serbskich. Rozgrywki Panońskiej Ligi prowadzone są równolegle z narodowymi ligami o tytuł mistrzów kraju.
W sumie rozegrano cztery sezony Panońskiej Ligi 2002/2003, 2003/2004, 2007/2008 oraz 2008/2009.

## Drużyny w sezonie 2008/2009
- KHL Mladost Zagrzeb
- KHL Zagrzeb
- HK Beostar Belgrad
- HK Crvena Zvezda Belgrad
- HK Nowy Sad
- HK Partizan Belgrad
- HK Vojvodina Nowy Sad

## Inne drużyny uczestniczące
- KHL Medveščak Zagrzeb
- Ferencvárosi TC
- SC Miercurea Ciuc
- Progym Gheorghieni

## Dotychczasowi triumfatorzy
- 2003:  Ferencvárosi TC
- 2004:  SC Miercurea Ciuc
- 2008:  KHL Mladost Zagrzeb
- 2009:  HK Vojvodina Nowy Sad